# Pantserkruiser Potjomkin
Pantserkruiser Potjomkin, in het Nederlands ook bekend als Pantserkruiser Potemkin, (Russisch: Броненосец Потёмкин, Bronenosets Potjomkin) is een zwart-wit stomme film uit de Sovjet-Unie uit 1925, die geregisseerd is door Sergej Eisenstein en geproduceerd door Mosfilm. Het verhaal van de film, geschreven door Eisenstein en Sergej Tretjakov, is een gedramatiseerde versie van de opstand op het slagschip Potjomkin in 1905. Deze film is beroemd en klassiek vanwege de complexe montage in de trappenscène.

## Rolverdeling
| Acteur               | Personage                              |
| -------------------- | -------------------------------------- |
| Aleksandr Antonov    | Grigory Vakulinchuk                    |
| Vladimir Barsky      | Commandant Golikov                     |
| Grigori Aleksandrov  | Hoofdofficier Giliarovsky              |
| Ivan Bobrov          | Jonge slapende matroos (als I. Bobrov) |
| Mikhail Gomorov      | Militante matroos                      |
| Aleksandr Levshin    | Onderofficier                          |
| N. Poltavtseva       | Vrouw met pince-nez                    |
| Prokopenko           | Moeder van gewonde jongen              |
| A. Glauberman        | Gewonde jongen                         |
| Beatrice Vitoldi     | Vrouw met kinderwagen                  |
| Sergei M. Eisenstein | Inwoner Odessa                         |

## Achtergronden
Eisenstein gebruikte deze film om te experimenteren met montage, zodat de film een zo groot mogelijke emotionele invloed op het publiek zou hebben. Zijn experiment was zo succesvol, dat Joseph Goebbels zich zeer lovend uitliet over de film, die overigens wel verboden werd in nazi-Duitsland; ook in andere westerse landen is deze film enige tijd verboden geweest.

### Trappenscène
Verreweg de beroemdste scène is de slachting op de trappen naar de haven van Odessa, door het tsaaristische leger. In deze scène marcheren de soldaten de trappen af, terwijl ze de opstandelingen en bevolking genadeloos neerschieten en neersabelen. Om extra drama aan deze scène toe te voegen liet Eisenstein een kinderwagen met baby erin de trap afrollen nadat de moeder door een kogel is getroffen. Deze scène heeft internationaal grote invloed gehad op filmers - onder meer op de Duitse Leni Riefenstahl - en is vaak aangehaald in andere films, waaronder Amerikaanse producties als The Godfather, The Untouchables en Star Wars: Episode III: Revenge of the Sith.
- Pantserkruiser Potjomkin

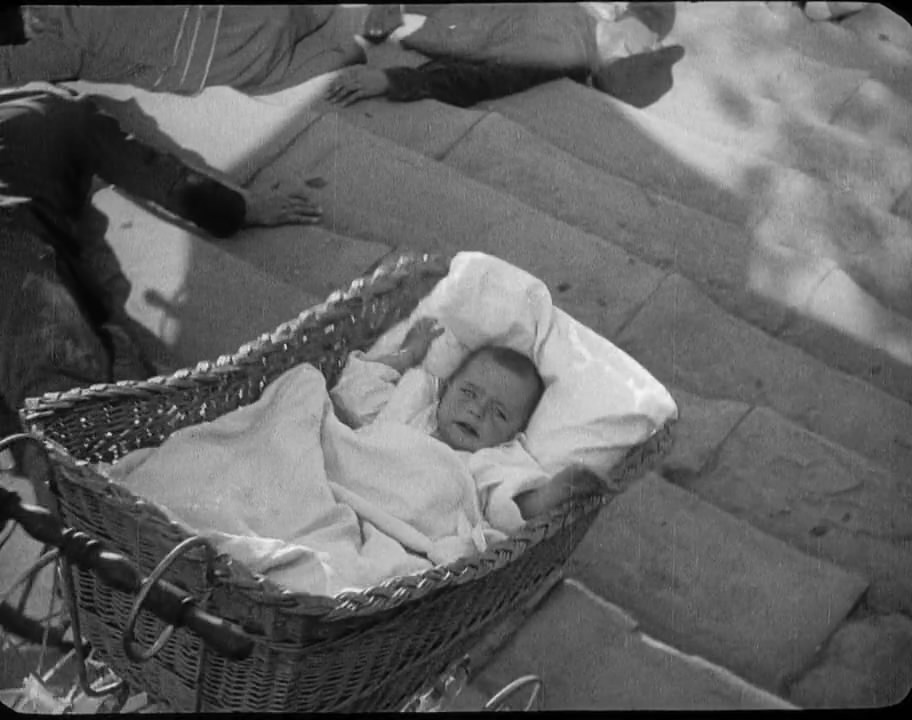
De baby in de kinderwagen rolt van de trap
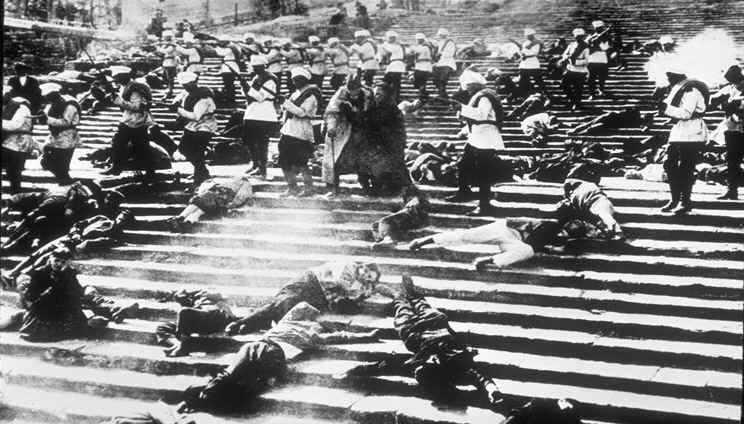
Een groter zicht op de slachting op de trap